# National Board of Review Awards 1968
La 40ª edizione dei National Board of Review Awards si è tenuta il 10 gennaio 1969.

## Classifiche

### Migliori dieci film
- L'uomo venuto dal Kremlino (The Shoes of the Fisherman), regia di Michael Anderson
- Yellow Submarine, regia di George Dunning
- La signora amava le rose (The Subject was Roses), regia di Ulu Grosbard
- Il leone d'inverno (The Lion in Winter), regia di Anthony Harvey
- 2001: Odissea nello spazio (2001: A Space Odyssey), regia di Stanley Kubrick
- I due mondi di Charly (Charly), regia di Ralph Nelson
- La prima volta di Jennifer (Rachel, Rachel), regia di Paul Newman
- Oliver!, regia di Carol Reed
- Il pianeta delle scimmie (Planet of the Apes), regia di Franklin J. Schaffner
- Romeo e Giulietta (Romeo and Juliet), regia di Franco Zeffirelli

### Migliori film stranieri
- Den røde kappe, regia di Gabriel Axel
- Il vecchio e il bambino (Le vieil homme et l'enfant), regia di Claude Berri
- Guerra e pace (Voyna i mir), regia di Sergej Bondarchuk
- Fame (Sult), regia di Henning Carlsen
- La sposa in nero (La mariée était en noir), regia di François Truffaut

## Premi
- Miglior film: L'uomo venuto dal Kremlino (The Shoes of the Fisherman), regia di Michael Anderson
- Miglior film straniero: Guerra e pace (Voyna i mir), regia di Sergej Bondarchuk
- Miglior attore: Cliff Robertson (I due mondi di Charly)
- Miglior attrice: Liv Ullmann (L'ora del lupo e La vergogna)
- Miglior attore non protagonista: Leo McKern (L'uomo venuto dal Kremlino)
- Miglior attrice non protagonista: Virginia Maskell (Interludio)
- Miglior regista: Franco Zeffirelli (Romeo e Giulietta)